# Cumberlandstraße (Wien)

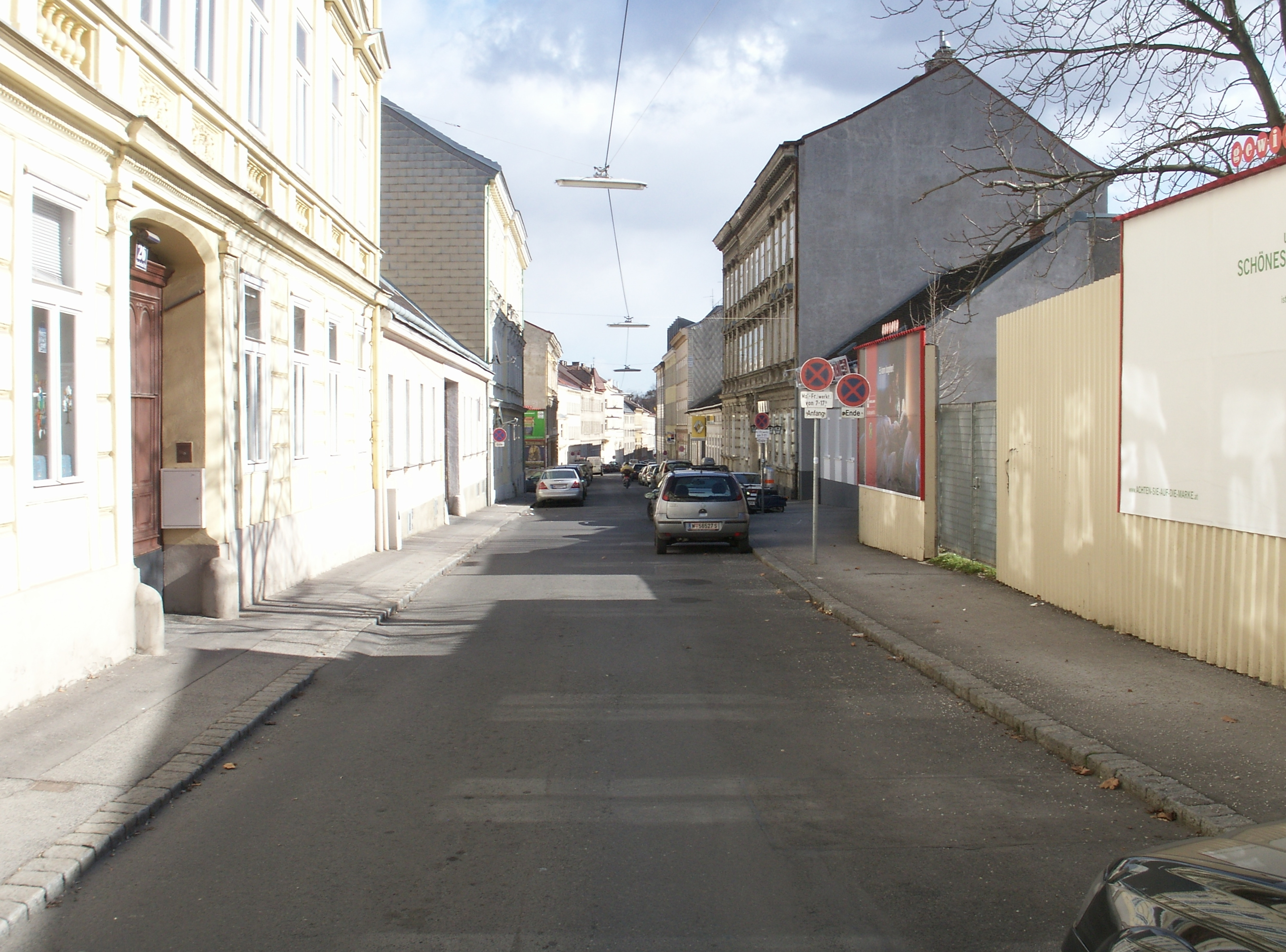
Cumberlandstraße

Die Cumberlandstraße befindet sich im 14. Wiener Gemeindebezirk, Penzing. Bis 1938 gehörte sie zum 13. Bezirk, Hietzing.
Wie Felix Czeike in seinem Historischen Lexikon Wien festhält, erfolgte die Benennung 1894 zu Ehren des 3. Herzogs von Cumberland, des in Österreich im Exil lebenden letzten Kronprinzen Ernst August Herzog von Cumberland und zu Braunschweig-Lüneburg (Hannover 1845 bis 1923 Gmunden). Die ursprüngliche Zwerchgasse, dann Bahngasse und Feldgasse, wurde Cumberlandstraße. Sie liegt nicht direkt am bis 1920 im Besitz des Herzogs gewesenen Palais Cumberland, sondern eine Häuserreihe nördlicher. Die Benennung erfolgte nach der 1892 erfolgten Eingemeindung der Wiener Vororte im Zuge der Vermeidung von im erweiterten Stadtgebiet mehrmals vorliegenden Verkehrsflächennamen.
Die Straße verläuft südlich neben der Westbahn von der Beckmanngasse im Osten bis zur Hadikgasse im Westen. Das westliche Teilstück ist eine örtliche Hauptstraße und wurde früher als Teil der Wiener Vororte Straße (B 222) geführt, welche der Vorortelinie folgt. Wegen der durch den Bahndamm bedingten beengten Platzverhältnisse kam es in der Vergangenheit zu Meinungsverschiedenheiten bezüglich der Ausgestaltung des Straßenraumes, welche zwischenzeitlich durch eine Einbahnführung und Ende 2006 durch ein teilweises Ersetzen des Bahndammes durch eine Stützmauer gelöst wurden.
An der Cumberlandstraße befinden sich zwei Kirchen: auf Nr. 53A, Ecke Einwanggasse, die dem Heiligen Jakob gewidmete Pfarrkirche Penzing und auf Nr. 48 die Evangelische Kreuzkirche. In unmittelbarer Nachbarschaft zur Cumberlandstraße bestehen der Bahnhof Wien Penzing mit S-Bahn-Betrieb und das Gymnasium Astgasse.